# Kohnstein

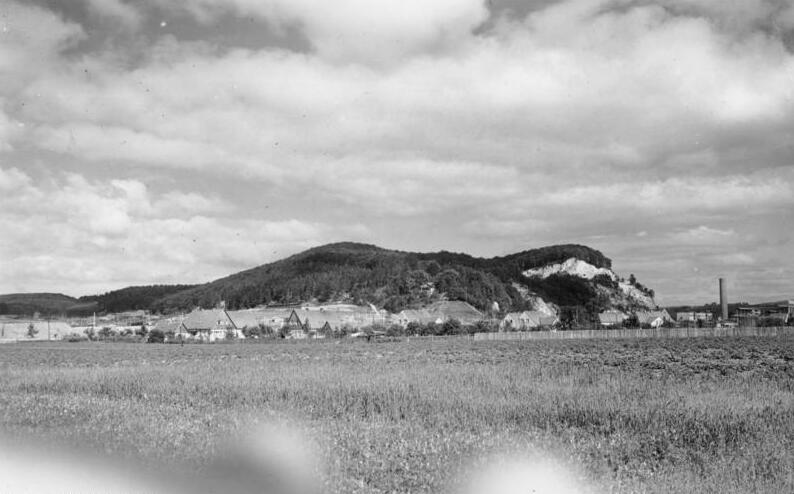
Byn Niedersachswerfen och berget Kohnstein år 1945.

Kohnstein är ett ungefär 300 meter högt berg, beläget 2 kilometer sydväst om byn Niedersachswerfen i Landkreis Nordhausen i det tyska förbundslandet Thüringen. Under andra världskriget anlades vapenfabriken Mittelwerk under berget. Slavarbetskraft från Dora-Mittelbau tillverkade bland annat raketen V-2.